# Зеленогорская улица (Санкт-Петербург)
Зеленого́рская улица — улица в Выборгском районе Санкт-Петербурга. Проходит от Перфильевой улицы за Железнодорожный переулок.

## История
Первоначальное название Железнодорожная улица (от Ланского шоссе примерно до Богатырского проспекта) известно с 1887 года, дано по проходящей параллельно Финляндской линии железной дороги.
3 августа 1940 года присвоено наименование Териокская улица по городу Териоки (ныне город Зеленогорск). Участок от Богатырского проспекта закрыт в 1940-е годы. Современное название Зеленогорская улица дано 15 декабря 1952 года в связи с переименованием в 1948 году города Териоки в Зеленогорск. Участок от Ланского шоссе до Перфильевой улицы закрыт после 1969 года.

## Достопримечательности
- Дача Ланских;
- Дом 16, литера Б — ветеринарная станция Выборгского района, дореволюционное здание[3];
- Дом № 16 — одноэтажный особняк 1910-х годов. В настоящее время дом занимает батальон ППС полиции[3].